# Halo: Il primo attacco
Halo: Il primo attacco (in inglese Halo: First Strike) è un romanzo di fantascienza militare di Eric Nylund ambientato nella saga di Halo che funge specificatamente da ponte tra il primo capitolo della serie Halo: Combat Evolved (e del relativo romanzo Halo: Flood) e Halo 2.
Uscito nel dicembre del 2003, si tratta del terzo romanzo dedicato alla saga e del secondo realizzato da Nylund. L'opera venne anche pubblicata sotto forma di audiolibro, con la narrazione realizzata in lingua originale da Todd McLaren.
Halo: Il primo attacco si apre con l'arrivo dell'alleanza di alieni nota come Covenant sul pianeta colonizzato dagli esseri umani e chiamato Reach. Il libro si concentra innanzitutto sul tentativo fallito di difendere Reach da parte degli Spartan-II attivi sulla superficie del pianeta, volgendo poi l'attenzione verso le avventure dei pochi sopravvissuti alla battaglia del primo anello scoperto dall'umanità, l'Installazione 04. Il libro rivela anche che i Covenant, con estremo timore di coloro che si troveranno costretti a dover difendere il pianeta, riusciranno a scoprire la posizione della Terra e a giungere a ridosso della stessa. Il libro è stato ben accolto dalla critica e ha riscontrato buone vendite, riuscendo a rientrare nell'elenco dei best seller redatti dal New York Times. I critici hanno trovato che aggiungesse una maggiore sostanza ai videogiochi di Halo e mantenesse la giusta dose di adrenalina in ogni pagina.

## Trama
Il romanzo ha inizio presso l'orbita del pianeta Reach, mentre l'umanità combatte sulla superficie e nello spazio le forze di invasione Covenant. L'ultima linea di difesa per il pianeta è rappresentata da una serie di cannoni ad accelerazione magnetica (CAM) concentrati nell'esosfera attorno al pianeta. Master Chief invia una squadra di Spartan sulla superficie di Reach per proteggere i generatori di energia basati sul pianeta del CAM. Alla fine, i Covenant riescono a distruggere i generatori e iniziano a bombardare la superficie del pianeta, dando il via alla vetrificazione della superficie. Gli Spartan sopravvissuti fuggono sottoterra, in un quartier generale nascosto dell'Ufficio dell'Intelligence Navale. Lì incontrano la dottoressa Catherine Halsey che, con l'aiuto di alcuni dei sopravvissuti, scopre uno strano frammento cristallino custodito in una caverna costruita dagli antichi Precursori. Inseguiti dai Covenant, gli Spartan recuperano il frammento e fanno crollare il passaggio alle loro spalle, evento che li salva dalle forze inseguitrici ma che li intrappola nelle profondità della crosta terrestre di Reach.
Il libro si concentra poi sugli eventi avvenuti subito dopo Halo: Combat Evolved, mentre Master Chief e Cortana navigano a bordo di un caccia iperspaziale tra le rovine della distrutta Installazione 04 e scoprono altri sopravvissuti tra cui il sergente Johnson e il caporale Locklear. Il gruppo prende il controllo dell'ammiraglia Covenant Ascendant Justice e compie un viaggio nell'iperspazio allo scopo di tornare al sistema di Reach. Al fine di impedire ai Covenant di scoprire la posizione della Terra con un dispositivo di localizzazione, gli umani ipotizzano di trovare una nave umana disponibile e intatta per condurli al sistema solare. Al momento dell'arrivo, il gruppo riceve un segnale radio utilizzato dagli Spartan durante il loro periodo di addestramento. In superficie, essi trovano tre Spartan e il vice ammiraglio Danforth Whitcomb, il vice capo delle operazioni navali: quest'ultimo arma una «mina termonucleare Nova», un'arma in grado di distruggere il pianeta. Master Chief e la sua squadra di Spartan appena giunta al suo fianco procedono quindi al salvataggio della dottoressa Halsey, così come di coloro che erano rimasti intrappolati sotto la superficie di Reach. Nel frattempo, Cortana, ancora a bordo dell'Ascendant Justice, viene a sapere che i Covenant conoscono già la posizione della Terra e stanno preparando una flotta d'invasione. Allo scoop di fornire ulteriore potenza, Cortana salva la fregata UNSC abbandonata Gettysburg, creando una sorta di nave ibrida denominata in tutto il libro con il nome di Gettysburg-Ascendant Justice.
Alla ricerca dell'artefatto dei Precursori, i Covenant attaccano, danneggiando gravemente la Ascendant Justice, malgrado non riescano a prevalere e vengano temporaneamente sconfitti. Per effettuare le riparazioni, l'UNSC stringe un'alleanza con i separatisti umani nascosti in un campo di asteroidi, il cui aiuto consente loro anche di riparare parzialmente la Gettysburg in condizioni non ottimali. Halsey, dopo aver salvato la Spartan Linda-058 ritenuta clinicamente morta, rapisce la Spartan Kelly-087 e fugge su un'astronave rubata, lasciando il caporale Locklear con le istruzioni per impedire che quanto scoperto su Reach non cada nelle mani dei Covenant. Locklear decide di distruggere il cristallo, uccidendosi senza volerlo, ma impedendo ai Covenant di tracciare le emissioni radioattive dell'oggetto e, in via ulteriore, la Ascendant Justice. Tuttavia, i Covenant attaccano la base dell'asteroide con una forza assai numerosa, costringendo i membri dell'UNSC a fuggire nello spazio profondo e ad abbandonare i separatisti al loro destino di morte certa.
Sapendo che i Covenant sono in viaggio verso la Terra, Master Chief e i suoi compagni decidono di bloccare la forza d'invasione al loro punto di incontro. Gli Spartan si infiltrano con successo nella stazione spaziale Covenant, la Unyielding Hierophant, impostando l'autodistruzione e scappando a bordo di una navicella. A bordo della Ascendant Justice, Whitcomb inganna la flotta Covenant facendogli seguire la nave più vicina alla Unyielding Hierophant; quando la stazione esplode, l'intera armata Covenant viene distrutta o danneggiata. Master Chief e gli Spartan sopravvissuti riportano sulla Terra la Gettysburg, parzialmente riparata, e con a bordo le attrezzature per compiere il viaggio nell'iperspazio prima presenti sulla Ascendant Justice. Il sergente Johnson e Cortana avvertono le difese dell'imminente invasione, mentre nel frattempo lo stato maggiore dei Covenant discute del destino del comandante Élite responsabile della campagna sull'Installazione 04, il futuro Arbiter, ritenuto incapace di evitare la distruzione di Halo e colpevole della perdita della Ascendant Justice. Sono proprio questi ultimi eventi con cui si apre Halo 2.

## Origini

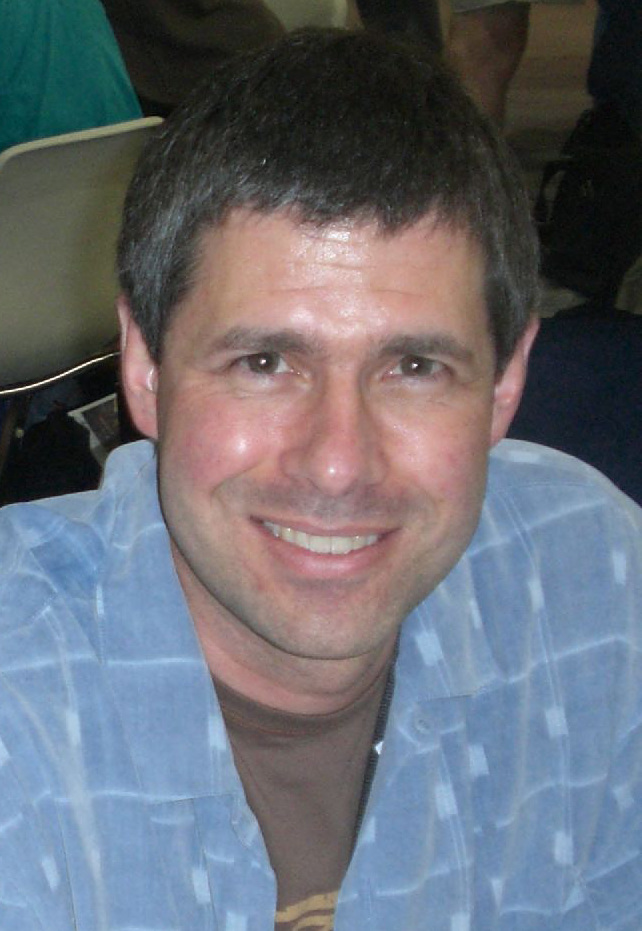
Eric Nylund nel 2007

Il primo attacco fu il secondo romanzo di Halo scritto da Eric Nylund dopo il lavoro inaugurale di cui si era occupato nel 2001 e prequel del primo gioco, Halo: La caduta di Reach. Nylund dichiarò in un'intervista di aver scritto il libro nel giro sedici settimane, una scadenza decisamente più lunga rispetto alle sette che aveva a disposizione per completare La caduta di Reach. Tuttavia, poiché la saga si era già ampliata anche per via della prima opera realizzata da Nylund, lo scrittore confessò di aver trovato più arduo integrare Il primo colpo nella vicende storiche già esistenti: «C'erano più eventi e personaggi da collegare e di cui tenere traccia [...] linee temporali da sincronizzare [...] [si è rivelato difficile] come infilare tre aghi contemporaneamente con una mano». Allo scopo di ultimare un romanzo migliore di La caduta di Reach, Nylund si interessò alla lettura di manuali di combattimento militari e biografie di soldati, cercando altresì di migliorare quegli aspetti criticati dai fan del primo libro dedicato al mondo di Halo.

## Ambientazione
Il primo colpo si svolge nel XXVI secolo, quando l'umanità, sotto il governo rappresentata dal Comando Spaziale delle Nazioni Unite (UNSC), è impegnato in una logorante guerra contro un'alleanza di razze aliene nota come Covenant. La migliore difesa dell'umanità contro gli alieni è rappresentata dal Progetto SPARTAN, dei super-soldati che combattono indossando un'armatura potenziata, ma queste truppe d'élite sono troppo poche per ribaltare le sorti della guerra a favore dell'UNSC. A seguito di un attacco dei Covenant a Reach, un pianeta sotto la giurisdizione dell'UNSC, la Pillar of Autumn fugge rocambolescamente dalla battaglia in corso e si imbatte, dopo un viaggio nell'iperspazio, in un'antica installazione a forma di anello costruita dai misteriosi Precursori, una razza aliena antichissima e ormai estintasi. I Covenant chiamano questa reliquia Halo, l'aureola, e gli attribuiscono un fortissimo valore religioso. L'UNSC scopre che, in realtà, l'anello è in grado di distruggere ogni organismo di vita senziente nella galassia al fine di impedire a dei virulenti parassiti noti con la denominazione di Flood che si possano diffondere al di fuori dell'anello. Lo Spartan Master Chief, protagonista della saga, e la sua compagna Cortana, un'intelligenza artificiale, fanno esplodere i motori a fusione della Pillar of Autumn, distruggendo Halo e scongiurando il pericolo che possa venire attivato. In fuga dalla distruzione tramite un caccia iperspaziale, Chief e Cortana immaginano di essere gli unici sopravvissuti della catastrofe.

## Accoglienza
La prima edizione in lingua italiana uscì nello stesso anno di quella inglese, ovvero nel 2003.
Al momento dell'uscita, Il primo colpo è risultato un successo in termini di critica e di copie vendute, risultando il primo romanzo della saga di Halo a confluire nella lista dei bestseller del New York Times. IGN ha affermato che la scrittura era «concisa ed eccitante» e che i giocatori in attesa dell'uscita di Halo 2 avrebbero potuto raccogliere informazioni interessanti su ciò che sarebbe successo nel gioco e nella campagna di marketing virale rappresentata dalla sequela di indovinelli posti su I Love Bees. Eric Qualls, per conto di About.com, ha affermato che Il primo colpo e gli altri romanzi di Halo «ti fanno apprezzare Halo e Halo 2 cento volte di più», consigliando vivamente ai fan del gioco di acquistare il romanzo. Shawn di Digital Monkey Box ha criticato il modo in cui Nylund ha eclissato i personaggi introdotti all'inizio del libro per via del probabile maggiore interesse che i fan avrebbero provato per le avventure di Master Chief, ma nel complesso ha elogiato molto il prodotto. Lo sviluppo del personaggio di Nylund e le sfide di tipo etico presentate a Master Chief sono state comunque elogiate e il critico Josh Carter ha ritenuto l'opera più convincente dei libri precedenti. Quando Phil Jones ha recensito il libro per Science Fiction Crowsnest ha ritenuto che la descrizione delle fasi di combattimento «diventano alquanto noiose», ma ha concluso che il libro era di facile lettura e «per quanto riguarda gli spin-off, non è male». Anche la versione in audiolibro ha ricevuto degli elogi, con il critico Cliff Bakehorn che ha affermato: «Todd McLaren ha compiuto un buon lavoro nella narrazione», elevando l'opera a «una storia emozionante in ogni suo aspetto».